# Estádio Alviazul
O Estádio Alviazul é um estádio localizado em Lajeado no Rio Grande do Sul, é de propridadedo Clube Esportivo Lajeadense. 

## História
O estádio tem o nome de "Alviazul" porque as cores oficiais do clube são o azul e o branco. No entanto, boa parte dos torcedores do Lajeadense costumam chamar o estádio de "Palácio da Floresta", fazendo referência ao bairro em que ele está localizado.
O estádio tem capacidade para cerca 8.000 pessoas e foi inaugurado dia 25 de janeiro de 2012, quando o Lajeadense perdeu para o Caxias por 2 a 0. São 120 refletores, 100 a mais do que no antigo estádio do clube, o Florestal. Esta iluminação é considerada a terceira melhor do Estado. A irrigação dos gramados conta com um sistema subterrâneo. O local possui estacionamento para dois mil carros. O acesso para cadeirantes, camarotes e cabines de imprensa é por elevador. O espaço dos camarotes, mais 1.100 cadeiras e arquibancadas superiores é coberto, tendo 80 metros de comprimento por 24 degraus de altura.
Do lado oposto do gramado, a arquibancada possui 80 metros de comprimento por 14 degraus de altura, sem cobertura. São quatro vestiários, escritório, academia, sala de aquecimento com gramado sintético, sala de exames médicos, de fisioterapia, da comissão técnica, da diretoria, lavanderia, refeitório, cozinha, sala de imprensa e salão de festas com capacidade para 300 pessoas.
O Estádio Alviazul é o novo estádio do Clube Esportivo Lajeadense, que passou por grande reestruturação no ano de 2009, quando em assembléia, 45 sócios decidiram pela venda do Estádio Florestal e pela compra de uma área de terras no bairro Floresta, distante 5km do centro de Lajeado, para a construção de um novo complexo esportivo (já nomeado como complexo Nilson Giovanella, presidente responsável pela reestruturação do clube) tendo como empreendimento maior, a Arena Alviazul, como será oficialmente chamada após a ampliação das arquibancadas dos setores norte e sul, agora, tendo apenas os setores leste e oeste, será chamada de Estádio Alviazul.